# New Orleans Piano
New Orleans Piano è la prima compilation di Professor Longhair, pubblicata nel 1972 per la Atlantic Records. 

## Descrizione
Professor Longhair si era già distinto, negli anni Quaranta, come uno dei principali pianisti blues della Louisiana. Aveva pubblicato numerosi 45 giri. New Orleans Piano fu la prima raccolta dei suoi successi, realizzata come long playing.  

## Accoglienza
La canzone Tipitina è stata inserita, nel 2011, all'interno della prestigiosa lista redatta dalla National Recording Registry.
La rivista Rolling Stone, nel 2003, introdusse New Orleans Piano nella classifica dei 500 migliori dischi di sempre.

## Tracce
1. In the Night – 2:34 – Atlantic 1020
2. Tipitina (Bonus Track) – 2:25 – Atlantic 1020
3. Tipitina – 2:40 – Atlantic SD 7225
4. Ball the Wall – 3:20 – Atlantic SD 7225
5. Who's Been Fooling You – 2:12 – Atlantic SD 7225
6. Hey Now Baby – 2:57 – Atlantic SD 7225
7. Mardi Gras in New Orleans (Bonus Track) – 2:56
8. She Walks Right In (Bonus Track) – 3:09
9. Hey Little Girl – 3:03 – Atlantic 947
10. Willie Mae – 2:49 – Atlantic 947
11. Walk Your Blues Away – 2:58 – Atlantic 906
12. Professor Longhair Blues – 2:30 – Atlantic 906
13. Boogie Woogie – 2:42 – Atlantic SD 7225
14. Longhair's Blues-Rhumba – 3:14 – Atlantic SD 7225
15. Mardi Gras in New Orleans – 2:54 – Atlantic 897
16. She Walks Right In – 2:48 – Atlantic 897

Durata totale: 45:11

## Formazione
- Roy Byrd – voce, piano
- Lee Allen – sassofono
- Red Tyler – sassofono
- Edgar Blanchard – basso
- Earl Palmer – batteria